# Matwei Andrejewitsch Iwachnow
Matwei Andrejewitsch Iwachnow (russisch Матвей Андреевич Ивахнов; * 21. Juli 2003 in Wolgograd) ist ein russischer Fußballspieler.

## Karriere

### Verein
Iwachnow begann seine Karriere beim FK Dynamo Moskau. Im September 2021 wechselte er nach Lettland zum SK Super Nova. Für Super Nova kam er bis Saisonende zu vier Einsätzen in der 1. līga. Mit Super Nova stieg er in die Virslīga auf. Den Aufstieg machte er allerdings nicht mit, er kehrte im März 2022 nach Russland zurück und schloss sich dem Drittligisten FK Krassawa an. Für Krassawa spielte er elfmal in der Perwenstwo PFL. Nach der Saison 2021/22 löste sich der Verein allerdings auf.
Anschließend wechselte Iwachnow zur Saison 2022/23 zum Erstligisten FK Fakel Woronesch. Im Juli 2022 gab er dann gegen Achmat Grosny sein Debüt in der Premjer-Liga. Bis Saisonende kam er zu zehn Einsätzen im russischen Oberhaus. In der Saison 2023/24 kam er bis zur Winterpause zweimal zum Einsatz.
Im Januar 2024 wurde er an den Zweitligisten PFK Sokol Saratow.

### Nationalmannschaft
Iwachnow spielte im Juni 2021 zweimal im russischen U-18-Team.